# ميليندا سميث
ميليندا سميث (بالإنجليزية: Melinda Smith)‏ هي كاتِبة وشاعرة أسترالية، ولدت في 1971.